# Niederländisches Kammerorchester
Das Niederländische Kammerorchester (NKO; niederländisch Nederlands Kamerorkest) gehört zusammen mit der Niederländischen Philharmonie (NedPhO) zur Stiftung Niederländische Philharmonie (Stiftung NPO). Der Kern des NKO besteht aus einer Gruppe von mindestens 20 Streichinstrumentalisten. Bläser, Schlagzeuger und Harfenisten gehören nicht zum festen Bestand des Orchesters, sondern werden vom NedPhO übernommen. Das Orchester hat seinen Sitz in Amsterdam und probte dort bis 2012 in der Beurs van Berlage, seither in der Gerardus Majellakerk.

## Geschichte
Das NKO wurde 1955 gegründet und gab im selben Jahr sein erstes Konzert beim Holland Festival. Der erste Chefdirigent und musikalische Leiter des Orchesters von 1955 bis 1979 war Szymon Goldberg. Während Goldbergs Amtszeit war David Zinman „zweiter Dirigent“ (tweede dirigent). Von 1979 bis 1986 war Antoni Ros i Marbà Chefdirigent des NKO, anschließend war er dessen Hauptgastdirigent.
1985 wurde das NKO mit der Amsterdamer Philharmonie (niederländisch Amsterdams Philharmonisch Orkest) und dem Utrechter Symphonieorchester (niederländisch Utrechts Symfonie Orkest) zur Niederländischen Philharmonie (niederländisch Nederlands Philharmonisch Orkest) in der Stiftung Niederländische Philharmonie (niederländisch Stichting Nederlands Philharmonisch Orkest) zusammengeschlossen. Der erste Chefdirigent nach der Fusion, Hartmut Haenchen, setzte durch, dass ein fester Kern als Niederländisches Kammerorchester innerhalb der Organisation erhalten blieb und weiterhin Konzerte unter eigenem Namen gibt. Seit dem Zusammenschluss ist der Chefdirigent des NedPhO auch Chefdirigent des NKO. Das Orchester spielt allerdings meist ohne Dirigent, der Konzertmeister (seit 2004 Gordan Nikolitch, gleichzeitig musikalischer Leiter) leitet es vom ersten Pult aus.
Von 1986 bis 2002, der ersten Periode der Fusion des NKO mit dem NedPhO, war Hartmut Haenchen Chefdirigent von NedPhO und NKO sowie der Niederländischen Oper. Philippe Entremont war als Erster Gastdirigent des NKO tätig. Yakov Kreizberg trat 2003 die Nachfolge Haenchens als Chefdirigent von NedPhO und NKO an und hatte diese Ämter bis zu seinem Tod im März 2011 inne.
2005 gab das NKO ein Festkonzert zum 50-jährigen Bestehen im Concertgebouw in Amsterdam.
Im März 2009 gab das NedPhO die Ernennung von Marc Albrecht zum fünften Chefdirigenten bekannt, die mit der Spielzeit 2011/12 begann und zunächst auf vier Jahre befristet war, parallel zu seiner Ernennung zum Chefdirigenten der Niederländischen Oper, womit das NedPhO und die Niederländische Oper nach 1999 (Hartmut Haenchen) wieder einen gemeinsamen Chefdirigenten hatten. Albrecht beendete seine Tätigkeit als Chefdirigent mit dem Ende der Spielzeit 2019/20. Im April 2019 gab das NedPhO die Ernennung von Lorenzo Viotti zum nächsten Chefdirigenten ab der Spielzeit 2021/22 bekannt.
In Amsterdam gibt das NKO etwa 15 Konzerte pro Saison im Concertgebouw, weitere im Muziekgebouw aan ’t IJ und auf anderen großen Bühnen im In- und Ausland. Es tritt auch als eines von mehreren Orchestern in Produktionen der Niederländischen Oper auf.

## Chefdirigenten
- Szymon Goldberg (1955–1979)
- Antoni Ros i Marbà (1979–1986)

zusammen mit der Niederländischen Philharmonie:
- Hartmut Haenchen (1986–2002; seit 2023 Ehrendirigent)
- Yakov Kreizberg (2003–2011)
- Marc Albrecht (2011–2020)
- Lorenzo Viotti (2021–heute)